# Linda Evangelista
Linda Evangelista (* 10. května 1965 St. Catharines, Kanada) je kanadská supermodelka, jež se objevila na více než šesti stech titulních stranách časopisů a během modelingové kariéry pracovala pro řadu společností.

## Původ a mládí
Narodila se v roce 1965 ve městě St. Catharines v provincii Ontario původně italským rodičům, kteří emigrovali do Kanady. Vyrostla v dělnické a tradičně římskokatolicky orientované rodině. V místě narození vystudovala střední školu Denis Morris Catholic High School. Pro svět modelingu ji objevil agent na soutěži krásy Miss Teen Niagara 1978.

## Modelingová kariéra
Poté, co se přestěhovala do New Yorku, podepsala smlouvu s agenturou Elite Model Management. Část kariéry strávila prací v Paříži, kam se přestěhovala roku 1984. Objevila se také v několika videoklipech hudebníka George Michaela.
Známou se stala citátem z roku 1990, když během rozhovoru s Jonathanem van Meterem pro časopis Vogue uvedla: Za méně než 10 000 dolarů na den ani nevstanu.
Na konci 80. let si nechala ostříhat vlasy. Krátký chlapecký sestřih pro ni danou sezónu znamenal okamžité vypovězení nasmlouvaných módních přehlídek. Přesto se objevila na mnoha obálkách časopisů a ženy její účes napodobovaly. V následujících letech pak vícekrát prošla výraznou změnou stylu účesu.
V roce 2007 podepsala několikaletou exkluzivní smlouvu s pařížskou kosmetickou firmou L'Oréal. Další profesionální kontrakty uzavřela s módními agenturami DNA Model Management v New Yorku a Models 1 v Londýně.
V březnu 2008 byla Linda Evangelista diváky vysílání Fashion File v televizi CBC prohlášena za „největší supermodelku všech dob“.
V červnu 2010 přinesl deník New York Post informaci, že se modelka stane novou tváří maloobchodní společnosti Talbots, zaměřující se na oblečení, obuv a módní doplňky.

## Soukromý život
Ve 22 letech se vdala za o řadu let staršího výkonného ředitele agentury Elite Model Management Geralda Marieho. Manželství trvalo v letech 1987–1993. Ještě před rozvodem se seznámila s hercem Kylem MacLachlanem. Pár se zasnoubil v roce 1995, ale roku 1998 se rozešli.
Od roku 1998 byl jejím přítelem francouzský fotbalový brankář Fabien Barthez, se kterým následující rok otěhotněla. V šestém měsíci gravidity potratila, pár se rozešel a modelka se na další tři roky vzdala profesní kariéry.
Dne 11. října 2006 přivedla na svět syna Augustina Jamese, ovšem jméno biologického otce tehdy sdělit odmítla. V době těhotenství se objevila v srpnovém vydání magazínu Vogue. Poté navázala poměr s americkým podnikatelem Peterem Mortonem (* 1947). Dvojice se rozešla v druhé polovině roku 2010.
V červenci 2011 periodikum The New York Post uvedlo, že otcem jejího syna je François-Henri Pinault, syn francouzského miliardáře Françoise Pinaulta. Mladší Pinault se v únoru 2009 oženil s mexickou herečkou Salmou Hayekovou. 1. srpna 2011 po něm modelka u newyorského soudu nárokovala měsíční výživné na syna ve výši 46 000 dolarů. Dne 7. května 2012 se Linda Evangelista s Pinaultem mimosoudně dohodla na měsíční výživném v neznámé výši.
V roce 2018 jí byla zjištěna rakovina prsu. Rozhodla se pro oboustrannou mastektomii. Rakovina se jí přesto v roce 2022 vrátila; podstoupila chemoterapii a ozařování. „Vím, že jsem jednou nohou v hrobě, ale momentálně oslavuju... Jsem šťastná, že žiju. Cokoli, co přijde teď, je bonus,“ uvedla o rok později Evangelista.